# Ян ван Рейкенборг

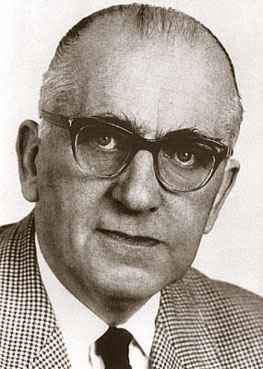
Ян ван Рейкенборг

Ян ван Рейкенборг (16 жовтня 1896 – 17 липня 1968) був містиком голландського походження та засновником Лекторіум Розекруціанум (Lectorium Rosicrucianum), всесвітнього езотеричного розенкрейцерського руху.
Ян ван Рейкенборг народився в Гарлемі, Голландія, як Ян Лєєне, пізніше прийнявши прізвище ван Рейкенборг. Разом зі своїм братом Звіром Вільямом Лєєне він відкинув вчення ортодоксального християнства і сформувався на користь більш містичного підходу. Під впливом Др. А. Х. де Гартога він читав теософські праці німецького містика Якоба Бьоме і в 1924 році разом із Звіром приєднався до школи езотеричного християнства Розенкрейцерів Макса Хайнделя (Макса Генделя), в подальшому ставши головою голландського відділення.
Зрештою навіть підходу Хайнделя виявилося недостатньо для Яна ван Рейкенборга та його брата, які залишили Товариство в 1935 році, щоб заснувати власний розенкрейцерський рух Лекторіум Розекруціанум. До цього часу вони познайомилися з голландською містицинею Катарозою де Петрі, яка разом із братами заснувала Лекторіум.